# Myrmarachne simoni
Myrmarachne simoni là một loài nhện trong họ Salticidae.
Loài này thuộc chi Myrmarachne. Myrmarachne simoni được Ludwig Carl Christian Koch miêu tả năm 1879.